# Сюаньвэй
Сюаньвэ́й (кит. упр. 宣威, пиньинь Xuānwēi) — городской уезд городского округа Цюйцзин провинции Юньнань (КНР).

## География
На территории Сюаньвэя находится исток реки Бэйпаньцзян.

## История
Когда эти земли входили в состав государства Дали, здесь был округ Шичэн (石城郡).
После завоевания Дали монголами и вхождения этих мест в состав империи Юань в 1276 году была создана Чжаньиская область (沾益州), властям которой были подчинены 3 уезда — Цзяошуй (交水县), Шилян (石梁县) и Лошань (罗山县), областные власти разместились в уезде Шилян. Когда Чжу Юаньчжан провозгласил образование империи Мин, то Юньнань осталась одним из оплотов промонгольских сил. Когда в 1381 году минские войска двинулись на Юньнань, то здесь, в уезде Шилян, была создана Сюаньвэйская застава (宣威关). Впоследствии здесь разместились части Усаского караула (乌撒卫). В 1625 году областные власти переехали в уезд Цзяошуй, а эти места были оставлены под управлением вождей из народности и. Во времена империи Цин, когда национальные меньшинства стали интегрировать в общеимперские структуры, в 1726 году была создана Сюаньвэйская область (宣威州), получившая название по заставе времён империи Мин. После Синьхайской революции в Китае была произведена реформа структуры административного деления, в ходе которой были упразднены области, и в 1913 году Сюаньвэйская область была преобразована в уезд Сюаньвэй (宣威县).
После вхождения провинции Юньнань в состав КНР в 1950 году был образован Специальный район Цюйцзин (曲靖专区), и уезд вошёл в его состав. 30 июня 1954 года уезд Сюаньвэй был переименован в Жунфэн (榕峰县), но 30 ноября 1958 года ему было возвращено прежнее название.
В 1970 году Специальный район Цюйцзин был переименован в Округ Цюйцзин (曲靖地区).
18 февраля 1994 года уезд Сюаньвэй был преобразован в городской уезд.
В 1997 году округ Цюйцзин был преобразован в городской округ; городской уезд Сюаньвэй перешёл под прямое подчинение властями провинции Юньнань, которые делегировали управление им городскому округу Цюйцзин.

## Административное деление
Городской уезд делится на 8 уличных комитетов, 12 посёлков и 8 волостей.

## Достопримечательности
В уезде развивается туристическая зона ущелья реки Ничжу.
В деревне Гуаньчжай работают лифт и канатная дорога, с помощью которых школьники добираются в школу. 